# La Piedad (Sebastiano del Piombo)
La Piedad es una pintura por encargo pintada por Sebastiano del Piombo, entre 1533 y 1539. Actualmente se conserva en el Museo del Prado, en Madrid, España, en el depósito de la Casa Ducal de Medinaceli.

## Historia y contexto
En 1533, el pintor Sebastiano del Piombo recibió una petición de Ferrante Gonzaga para realizar una obra para Francisco de los Cobos, por aquel entonces Secretario y Consejero de Estado de Carlos V, durante su segunda estancia en Italia. El motivo de Los Cobos fue el de erigir una capilla funeraria en Úbeda, con la pintura dentro, lo que es ahora la Sacra Capilla del Salvador. En junio del mismo año, Del Piombo le objetó a Gonzaga dos temas, que serían los de una Madonna, o una Piedad, específicamente describiéndolo como «una nostra donna ch'avesse il figliol morto in braccio a guisa di quella dela febre, il que li spagnoli per parer buon cristiani et divoti sogliono amare questi cose pietose» (una Nuestra Señora que sujeta al hijo muerto en brazos, tal como si estuviese enfermo, cosa que los españoles, para quedar como buenos cristianos y devotos, suelen amar estas cosas piadosas); por su destinación, se eligió la segunda idea. Sin embargo, la idea de esa "devoción española" fue más especificada por el mismo De los Cobos, durante su estancia en Roma en 1536, con la inclusión de reliquias y otros objetos que no solerían aparecer en las pinturas italianas, según observa Miguel Falomir, como por ejemplo, los clavos y el velo de la Verónica.
Para la realización de la obra, Sebastiano le pidió ayuda a Miguel Ángel para los modelos de los personajes, especialmente del Jesucristo muerto, y según cuentan varios, inspirándose a la vez en la Piedad del Vaticano del mismo. El tiempo de creación de la obra, la expone como el proyecto de colaboración con Miguel Ángel más arduo de su carrera, siendo incluso el motivo por el que éstos rompieron con su amistad en 1535, según el historiador Paul Joannides, basándose en lo que relata Giorgio Vasari en sus Vidas.
En 1936, la obra fue fracturada en dos piezas durante la guerra civil española, y, consecuentemente, se arregló con un dorsal de hierro (que luce actualmente en la parte posterior de la pintura). Después de un traslado hacia la Casa de Pilatos de Sevilla en 1940, sufriendo cada vez más una notable ilegibilidad, fue objeto de una minuciosa y rigurosa restauración por parte del taller del Museo del Prado entre 1988 y 1991, donde hoy en día reside, llevada a cabo por Clara Quintanilla.

## Técnica y características generales
La obra fue pintada con óleo sobre piedra, específicamente pizarra. Midiendo 124 por 111 cm, la placa tiene unos 3 cm de grosor, y pesa 103 kg. Al haber sido enmarcada en el pasado (Vasari la documentó como un «aggiornamento di pietra», modernización de piedra), ésta habría pesado mucho más, incluso contando con las observaciones de Gonzaga y Sernini, que comentan que Sebastiano se esforzó más en la enmarcación que en la pintura en sí. Sin embargo, cuando se anunció su finalización en 1539, Sernini avisó además de una «naturaleza frangible» que poseía la obra.
El motivo de esta decisión fue la de conservar las obras al paso del tiempo, aprovechando la evolución del conocimiento geológico del Renacimiento. Es esta técnica, combinando el óleo con otros aglutinantes y bases, lo que hizo que Sebastiano fomentase el uso del óleo hasta para el pintado de paredes. Por esta razón, se dio la ruptura de la amistad entre él y Miguel Ángel; una obra contemporánea, el Juicio Final, se realizó con un soporte de fresco, pues Miguel Ángel consideró que el óleo era «un arte de mujeres y de pintores de personalidad débil, como Sebastiano».
La consecuencia de haber escogido la piedra como soporte de la obra, es la de que su aspecto sea notablemente oscuro, tanto que los personajes que flanquean a la Virgen, María Magdalena y posiblemente San Juan, apenas se puedan ver. Esto se debe a la capacidad absorbente de los poros de la pizarra, que implicaban la transparencia destacable de las pinceladas, y la necesidad de la abundancia de pintura para mostrar cierta opacidad.

## Otros
Una copia de esta obra se encuentra en el depósito del Szépművészeti Múzeum de Hungría, de la mano de un seguidor de Juan de Juanes.